# Верхньотокмацька сільська рада
| Верхньотокмацька сільська рада — орган місцевого самоврядування у Чернігівському районі Запорізької області з адміністративним центром у с. Верхній Токмак. Дата утворення: 1924 рік. По території, підпорядкованій даній сільській раді, протікає ріка Мала Токмачка. Сільській раді підпорядковані населені пункти: - с. Верхній Токмак - с. Нижній Токмак |

## Склад ради
Рада складається з 12 депутатів та голови. Партійний склад: Самовисування — 10, Наш край — 1, БПП «Солідарність» — 1.

### Керівний склад ради
| ПІБ                     | Основні відомості                                                         | Дата обрання | Дата звільнення |
| ----------------------- | ------------------------------------------------------------------------- | ------------ | --------------- |
| Кобець Сергій Антонович | Сільський голова, 1954 року народження, освіта, член народної партії      | 26.03.2006   | 31.10.2010      |
| Кобець Сергій Антонович | Сільський голова, 1954 року народження, освіта вища, член народної партії | 31.10.2010   | 25.10.2015      |
| Лисота Галина Іванівна  | Сільський голова, 1963 року народження, освіта вища, позапартійна         | 25.10.2015   |                 |

Примітка: таблиця складена за даними джерела